# Torups distrikt
Torups distrikt är ett distrikt i Hylte kommun och Hallands län. Distriktet ligger runt Torup i Hallands inland. En mindre del av distriktets område, inklusive den östra delen av tätorten Rydöbruk, ligger i Småland.

## Tidigare administrativ tillhörighet
Distriktet inrättades 2016 och utgörs av socknen Torup i Hylte kommun.
Området motsvarar den omfattning Torups församling hade 1999/2000.

## Tätorter och småorter
I Torups distrikt finns två tätorter och en småort.

### Tätorter
- Rydöbruk
- Torup

### Småorter
- Brännögård (del av)